# Terumo
Terumo Corporation (テルモ株式会社, Terumo Kabushiki-gaisha) est une entreprise de matériel médical japonaise. Elle a été fondée le 17 septembre 1921 par Shibasaburo Kitasato.

## Histoire
La société Terumo produit tout d'abord des thermomètres, avant ensuite d'étendre ses activités au matériel médical manufacturé de manière générale, notamment des appareils de contrôle cardiovasculaire, ou encore destinés aux diabétiques.
En 1971, Terumo ouvre sa première antenne à l'étranger, plus précisément aux États-Unis, et commence ainsi une expansion internationale. Depuis, la société s'est en effet établie, directement ou via des filiales, en Europe (1971 également), en Chine, en Inde, en Thaïlande et aux Philippines. La société s'installe et s'accroît dans le secteur du matériel médical jetable, comme les poches de sang, et étend ensuite sa gamme de produits aux produits hospitaliers généraux, notamment les stents coronaires, et les cathéters. Sa spécialisation particulière dans le matériel cardiovasculaire s'accroît d'ailleurs avec l'acquisition de sociétés spécialisées comme Vascutek (en 2002) et Microvention (en 2008).
En mars 2011, la société de produits médicaux américaine CaridianBCT est achetée par Terumo pour 2,6 milliards de dollars. Cela constitue la plus grosse acquisition jamais effectuée par une société médicale japonaise, et propulse Terumo au rang de leader mondial de commercialisation de produits destinés à la transfusion sanguine.
En octobre 2016, Abbott annonce la vente de certaines de ses activités, et celle de St. Jude Medical, dans le secteur vasculaire à Terumo pour 1,12 milliard de dollars.

## Activité
Terumo est l'une des principales sociétés de commercialisation de matériel médical jetable, de produits de transfusion sanguine, d'appareils hospitaliers électroniques, de solutions intraveineuses et d'appareils destinés à surveillance et à lutte contre les maladies cardio-vasculaires.
La filiale indienne Terumo Penpol est le plus grand manufacturier de poches de sang en Inde, et assure la fourniture de ce produit à 82 autres pays de par le monde.
La production de matériel médical jetable est par ailleurs menée par d'autres filiales en Thaïlande et à Hangzhou (Chine).